# Saragasso (musikalbum)
Saragasso är ett musikalbum från 2004 av jazzsångerskan Lina Nyberg med till största delen eget material.

## Låtlista
Text och musik av Lina Nyberg om inget annat anges.
1. Saragasso – 5:36
2. Spirulina – 4:32
3. Home Sweet Home – 5:16
4. This is the Way Life Goes – 3:44
5. Old Devil Moon (Burton Lane/Yip Harburg) – 4:03
6. Chanting – 6:45
7. Another Story – 4:22
8. My Love (Matilda Ruta/Lina Nyberg) – 5:10
9. Good Morning (Arthur Freed/Nacio Herb Brown) – 8:39

## Medverkande
- Lina Nyberg – sång
- Mathias Landaeus – live electronics, Fender Rhodes
- Torbjörn Zetterberg – elbas, kör
- Sebastian Notini – trummor, pandeiro